# Evgheni Kafelnikov
Evgheni Aleksandrovici Kafelnikov (în rusă Евгений Александрович Кафельников; n. 18 februarie 1974, Soci, RSFS Rusă, URSS) este un fost jucător profesionist rus, de tenis de câmp, născut la Soci. S-a aflat pe poziția 1 în ierarhia ATP, timp de 6 săptămâni, încapând cu 3 mai 1999.

## Titluri
A câștigat 26 de titluri la simplu și 27 de  titluri la dublu. Printre cele mai importante, se numără titlul olimpic câștigat la Sydney în 2000 și cele 2 titluri de mare șlem: cel de la Roland Garros, câștigat în 1996 și cel de la Australian Open, câștigat în 1999.

## Cupa Davis
În 2002 a făcut parte din echipa Rusiei care a câștigat Cupa Davis, pentru prima oară în istoria acestei țări.